# Trèo cây mỏ vàng
Trèo cây mỏ vàng (tên khoa học Sitta solangiae) là loài chim thuộc họ Trèo cây. Loài chim này phân bố ở Trung Quốc, Lào và Việt Nam.
Môi trường sống tự nhiên của loài này là các khu rừng ẩm thấp và núi đá ẩm, nhiệt đới hoặc cận nhiệt đới. Trèo cây mỏ vàng đang bị đe dọa mất môi trường sống.
Tại Việt Nam, Khu bảo tồn thiên nhiên Pù Hu là một trong những địa điểm phát hiện loài chim này.